# 요시오카정
요시오카정(일본어: 吉岡町 요시오카마치[*])은 일본 군마현 기타군마군의 정이다. 북쪽으로 군마현 시부카와시, 서쪽으로 마에바시시와 인접하는 도네강가의 정이다. 마에바시시와 인접하는 오쿠보 지구에 쇼핑몰이 건설되는 등 발전을 보이고 있다.

## 지리
군마현의 거의 중앙에 위치하고 하루나산의 남동쪽 산기슭과 도네강 지역을 관할한다. 서반부는 하루나산 저변의 일부로 높이 200~900m의 경사지이다. 한편 동반부는 높이 100~200m의 홍적층 대지이다.

### 인접하는 자치체
- 마에바시시
- 시부카와시
- 기타군마군 신토촌

## 역사
- 1889년 4월 1일 - 정촌제 시행으로 니시군마군에 고마요세촌, 메이지촌이 탄생했다.
- 1896년 4월 1일 - 니시군마군, 가타오카군이 합병해 군마군이 성립, 군마군 고마요세촌, 메이지촌이 되었다.
- 1949년 10월 1일 - 군마군에서 기타군마군이 분리되어 기타군마군 고마요세촌, 메이지촌이 되었다.
- 1955년 4월 1일 - 기타군마군 고마요세촌, 메이지촌이 합병해 기타군마군 요시오카촌이 성립했다.
- 1991년 4월 1일 - 정으로 승격해 요시오카정이 되었다.

## 인구
|                                                | |
| 요시오카정의 전국의 연령별 인구 분포（2005년） | 요시오카정의 연령·남녀별 인구 분포（2005년）                                                                           |
| ■자주색 ― 요시오카정 ■녹색 ― 일본전국          | ■파랑색 ― 남자 ■빨간색 ― 여자                                                                                          |
| · 요시오카정（에 해당되는 지역）의 인구추이    | |
| 일본 총무성 통계국 국세조사 결과               | |
|                                                | 기술적 문제로 인해 그래프를 일시적으로 사용할 수 없습니다. 파브리케이터와 미디어위키 위키에 더 자세한 정보가 있습니다. |

## 교통

### 도로
- 간에쓰 자동차도
- 국도 17호선